# Café des Westens
Café des Westens, även Café Größenwahn, var ett kafé i området Neuer Westen i stadsdelen Charlottenburg i Berlin
Café des Westens blev kring sekelskiftet 1900 en samlingsplats för konstnärer och intellektuella i Berlin. Lokalerna togs senare över av Café Kranzler.